# Scheloribates mochlosimilaris
Scheloribates mochlosimilaris är en kvalsterart som beskrevs av Badejo, Woas och Beck 2002. Scheloribates mochlosimilaris ingår i släktet Scheloribates och familjen Scheloribatidae. Inga underarter finns listade i Catalogue of Life.